# 滨河帕特纳
滨河帕特纳（西班牙語：Paterna del Río）是西班牙安达卢西亚自治区阿尔梅里亚省的一个市镇。 总面积46km2, 总人口375人（2001年），人口密度8人/km2。